# Boris Milošević
Boris Milošević (5 de noviembre de 1974) es un político y abogado croata de etnia serbia que desde el 23 de julio de 2020, es Viceprimer Ministro de Croacia a cargo de cuestiones sociales y derechos humanos y de las minorías. Es miembro del Partido Serbio Democrático Independiente (SDSS). Antes de eso, se desempeñó como Presidente del Consejo Nacional de Serbios desde julio de 2019 hasta julio de 2020.
Milošević es el primer político de etnia serbia en Croacia en asistir a las celebraciones del aniversario de la operación militar Tormenta en Knin tras la cual unos 250.000 serbios fueron expulsados de Croacia.